# Pueblo ocloya
Los ocloyas son un pueblo indígena que como en el caso de los omaguacas tienen un antiquísimo influjo atacameño y quizás huárpido. Sus descendientes habitan los valles que hoy llevan su nombre en la provincia de Jujuy en Argentina.
Los ocloyas, paypayas y osas se encontraban en el este y noreste del valle de Jujuy, en lo que actualmente se conoce como Tiraxi, Tilquiza, Jaire, Chijra y Zapla (Palpalá), hasta las cercanías de Perico.
Pertenecían a esta parcialidad, entre otras subparcialidades, las de los quispiras o kispiras, los tactacas, los tilcalaisos, los estoybalos, los panayas, los opras, los titicondes o titicontes; y, comercialmente en el Gran Chaco con los apanatas, los amanatas, osas, vejoces, gaipetes, churumatas y los paypayas.
La primera crónica histórica que menciona a los ocloyas es la relación del capitán Pedro Sotelo Narvaes enviada al presidente de la Real Audiencia de Charcas en 1583:

(...) los indigenas están en una tierra fragosa que llaman ocloya, tierra de mucho oro, a las vertientes de la cual está la gente que hemos dicho del río Bermejo. (...) Esta gente de Ocloya como diez leguas del valle.

. 
Teniendo en cuenta algunas crónicas y documentos de finales del siglo XVI, como el de Juan Ochoa de Zárate en 1596, algunos investigadores como Eric Boman (1908), Salvador Canals Frau (1953) y Miguel Ángel Vergara (1966) propusieron que los ocloyas eran un grupo ligado y sometido a los omaguacas, o desprendido de ellos (Gabriel Tommasini en 1933). Sin embargo, otros documentos como el del escribano Pedro Sotelo Narváez mencionan que eran "gente del Perú", por lo que algunos investigadores los creen mitimaes (Ana María Lorandi en 1980), que fueron sometidos por los omaguacas en épocas coloniales.

## Comunidades
La Encuesta Complementaria de Pueblos Indígenas (ECPI) 2004-2005, complementaria del Censo Nacional de Población, Hogares y Viviendas 2001 de Argentina, no dio resultados de que se reconocieran o desciendan en primera generación del pueblo ocloya personas en Argentina.
El Censo Nacional de Población de 2010 en Argentina tampoco reveló la existencia de personas que se autoreconocieron como ocloyas en todo el país.
En la encuesta de 2004-2005 y el censo 2010 los ocloyas se autoreconocieron como kollas, pero posteriormente comenzaron a organizarse. Desde 1995 el Instituto Nacional de Asuntos Indígenas (INAI) comenzó a reconocer personería jurídica mediante inscripción en el Registro Nacional de Comunidades Indígenas (Renaci) a comunidades indígenas de Argentina, entre ellas a 1 comunidades ocloya de la provincia de Jujuy:
Departamento Doctor Manuel Belgrano
- Comunidad Aborigen Tiraxi (el 6 de febrero de 2012)

Con personería jurídica provincial:
Departamento Doctor Manuel Belgrano
- Comunidad Aborigen Quebrada El Queñual Pueblo Ocloya (en Lozano) (el 23 de marzo de 2012)
- Comunidad Aborigen Laguna de Tesorero (en San Salvador de Jujuy) (el 3 de noviembre de 1995) En esta comunidad existe un paraje educativo donde funciona una Escuela Secundaria Rural mediada por tecnologías.[6]
- Comunidad Aborigen Tilquiza (en Lozano) (el 12 de octubre de 2010)
- Comunidad Aborigen Las Capillas (en Las Escaleras) (ubicada también sobre el departamento Palpalá) (el

Departamento Tumbaya
- Comunidad Aborigen Los Chorrillos (en Lozano) (el 30 de junio de 2005)

Departamento San Antonio
- Comunidad Aborigen Normenta Pacha (en Palpalá) (el 22 de febrero de 2011)

Otras comunidades sin personería jurídica nacional, pero con relevamiento catastral:
Departamento Tilcara
- Comunidad Abra Mayo (en Tilcara)

Departamento Doctor Manuel Belgrano
- Comunidad Yaquis Pampa (en Yala)
- Comunidad Agua Blanca (en San José de Chijra)

El 30 de diciembre de 2013 fue inscripta la personería jurídica del Consejo de Delegados de las Comunidades Aborígenes del Pueblo Ocloya de la provincia de Jujuy en el Registro Nacional de Organizaciones de Pueblos Indígenas (RE.N.O.P.I.).
Las comunidades se agrupan en el Consejo de Delegados de Comunidades Aborígenes del Pueblo Ocloya.